# NBA Playoffs 2016
Gli NBA Playoffs 2016 hanno avuto inizio il 16 aprile 2016, e si sono conclusi con la vittoria dei Cleveland Cavaliers per 4-3 sui Golden State Warriors, nella rivincita della Finale dell'anno precedente.

## Formato
Il formato è identico all'edizione precedente.
- Si qualificano 16 squadre, 8 per ciascuna delle due Conference: Eastern Conference e Western Conference. Per ogni Conference accedono automaticamente ai playoff le squadre vincitrici di ciascuna delle 3 Division, più la migliore seconda; le altre 4 squadre sono quelle meglio classificate nella Conference.
- Tutti gli incontri, dal primo turno alle Finals, si giocano al meglio delle 7 partite (2-2-1-1-1); la squadra meglio classificata in stagione regolare giocherà in casa: gara-1, gara-2, gara-5 e gara-7

## Squadre qualificate

### Eastern Conference
- Cleveland Cavaliers
- Toronto Raptors
- Miami Heat
- Atlanta Hawks
- Boston Celtics
- Charlotte Hornets
- Indiana Pacers
- Detroit Pistons

### Western Conference
- G.S. Warriors
- San Antonio Spurs
- Oklahoma Thunder
- L.A. Clippers
- Portland T. Blazers
- Dallas Mavericks
- Memphis Grizzlies
- Houston Rockets

## Tabellone
|  | Primo turno | Primo turno         | Primo turno           |                    |                       | Semifinali di conference | Semifinali di conference | Semifinali di conference |  |   | Finali di conference  | Finali di conference | Finali di conference |  |    | Finale NBA      | Finale NBA | Finale NBA |
|  |             |                     |                       |                    |                       |                          |                          |                          |  |   |                       |                      |                      |  |    |                 |            |            |
|  | 1           | G.S. Warriors *     | 4                     |                    |                       |                          |                          |                          |  |   |                       |                      |                      |  |    |                 |            |            |
|  | 8           | Houston Rockets     | 1                     |                    |                       |                          |                          |                          |  |   |                       |                      |                      |  |    |                 |            |            |
|  | 8           | Houston Rockets     | 1                     |                    | 1                     | G.S. Warriors *          | 4                        |                          |  |   |                       |                      |                      |  |    |                 |            |            |
|  |             |                     |                       |                    | 1                     | G.S. Warriors *          | 4                        |                          |  |   |                       |                      |                      |  |    |                 |            |            |
|  |             | 5                   | Portland T. Blazers   | 1                  |                       |                          |                          |                          |  |   |                       |                      |                      |  |    |                 |            |            |
|  | 4           | 5                   | Portland T. Blazers   | 1                  | L.A. Clippers         | 2                        |                          |                          |  |   |                       |                      |                      |  |    |                 |            |            |
|  | 4           |                     |                       |                    | L.A. Clippers         | 2                        |                          |                          |  |   |                       |                      |                      |  |    |                 |            |            |
|  | 5           | Portland T. Blazers | 4                     |                    |                       |                          |                          |                          |  |   |                       |                      |                      |  |    |                 |            |            |
|  | 5           | Portland T. Blazers | 4                     |                    |                       |                          |                          |                          |  | 1 | G.S. Warriors *       | 4                    |                      |  |    |                 |            |            |
|  |             |                     |                       | Western Conference |                       |                          |                          |                          |  | 1 | G.S. Warriors *       | 4                    |                      |  |    |                 |            |            |
|  |             | 3                   | Oklahoma Thunder *    | 3                  |                       |                          |                          |                          |  |   |                       |                      |                      |  |    |                 |            |            |
|  | 3           | 3                   | Oklahoma Thunder *    | 3                  | Oklahoma Thunder *    | 4                        |                          |                          |  |   |                       |                      |                      |  |    |                 |            |            |
|  | 3           |                     |                       |                    | Oklahoma Thunder *    | 4                        |                          |                          |  |   |                       |                      |                      |  |    |                 |            |            |
|  | 6           | Dallas Mavericks    | 1                     |                    |                       |                          |                          |                          |  |   |                       |                      |                      |  |    |                 |            |            |
|  | 6           | Dallas Mavericks    | 1                     |                    | 3                     | Oklahoma Thunder *       | 4                        |                          |  |   |                       |                      |                      |  |    |                 |            |            |
|  |             |                     |                       |                    | 3                     | Oklahoma Thunder *       | 4                        |                          |  |   |                       |                      |                      |  |    |                 |            |            |
|  |             | 2                   | San Antonio Spurs *   | 2                  |                       |                          |                          |                          |  |   |                       |                      |                      |  |    |                 |            |            |
|  | 2           | 2                   | San Antonio Spurs *   | 2                  | San Antonio Spurs *   | 4                        |                          |                          |  |   |                       |                      |                      |  |    |                 |            |            |
|  | 2           |                     |                       |                    | San Antonio Spurs *   | 4                        |                          |                          |  |   |                       |                      |                      |  |    |                 |            |            |
|  | 7           | Memphis Grizzlies   | 0                     |                    |                       |                          |                          |                          |  |   |                       |                      |                      |  |    |                 |            |            |
|  | 7           | Memphis Grizzlies   | 0                     |                    |                       |                          |                          |                          |  |   |                       |                      |                      |  | W1 | G.S. Warriors * | 3          |            |
|  |             |                     |                       |                    |                       |                          |                          |                          |  |   |                       |                      |                      |  | W1 | G.S. Warriors * | 3          |            |
|  |             | E1                  | Cleveland Cavaliers * | 4                  |                       |                          |                          |                          |  |   |                       |                      |                      |  |    |                 |            |            |
|  | 1           | E1                  | Cleveland Cavaliers * | 4                  | Cleveland Cavaliers * | 4                        |                          |                          |  |   |                       |                      |                      |  |    |                 |            |            |
|  | 1           |                     |                       |                    | Cleveland Cavaliers * | 4                        |                          |                          |  |   |                       |                      |                      |  |    |                 |            |            |
|  | 8           | Detroit Pistons     | 0                     |                    |                       |                          |                          |                          |  |   |                       |                      |                      |  |    |                 |            |            |
|  | 8           | Detroit Pistons     | 0                     |                    | 1                     | Cleveland Cavaliers *    | 4                        |                          |  |   |                       |                      |                      |  |    |                 |            |            |
|  |             |                     |                       |                    | 1                     | Cleveland Cavaliers *    | 4                        |                          |  |   |                       |                      |                      |  |    |                 |            |            |
|  |             | 4                   | Atlanta Hawks         | 0                  |                       |                          |                          |                          |  |   |                       |                      |                      |  |    |                 |            |            |
|  | 4           | 4                   | Atlanta Hawks         | 0                  | Atlanta Hawks         | 4                        |                          |                          |  |   |                       |                      |                      |  |    |                 |            |            |
|  | 4           |                     |                       |                    | Atlanta Hawks         | 4                        |                          |                          |  |   |                       |                      |                      |  |    |                 |            |            |
|  | 5           | Boston Celtics      | 2                     |                    |                       |                          |                          |                          |  |   |                       |                      |                      |  |    |                 |            |            |
|  | 5           | Boston Celtics      | 2                     |                    |                       |                          |                          |                          |  | 1 | Cleveland Cavaliers * | 4                    |                      |  |    |                 |            |            |
|  |             |                     |                       | Eastern Conference |                       |                          |                          |                          |  | 1 | Cleveland Cavaliers * | 4                    |                      |  |    |                 |            |            |
|  |             | 2                   | Toronto Raptors *     | 2                  |                       |                          |                          |                          |  |   |                       |                      |                      |  |    |                 |            |            |
|  | 3           | 2                   | Toronto Raptors *     | 2                  | Miami Heat *          | 4                        |                          |                          |  |   |                       |                      |                      |  |    |                 |            |            |
|  | 3           |                     |                       |                    | Miami Heat *          | 4                        |                          |                          |  |   |                       |                      |                      |  |    |                 |            |            |
|  | 6           | Charlotte Hornets   | 3                     |                    |                       |                          |                          |                          |  |   |                       |                      |                      |  |    |                 |            |            |
|  | 6           | Charlotte Hornets   | 3                     |                    | 3                     | Miami Heat *             | 3                        |                          |  |   |                       |                      |                      |  |    |                 |            |            |
|  |             |                     |                       |                    | 3                     | Miami Heat *             | 3                        |                          |  |   |                       |                      |                      |  |    |                 |            |            |
|  |             | 2                   | Toronto Raptors *     | 4                  |                       |                          |                          |                          |  |   |                       |                      |                      |  |    |                 |            |            |
|  | 2           | 2                   | Toronto Raptors *     | 4                  | Toronto Raptors *     | 4                        |                          |                          |  |   |                       |                      |                      |  |    |                 |            |            |
|  | 2           |                     |                       |                    | Toronto Raptors *     | 4                        |                          |                          |  |   |                       |                      |                      |  |    |                 |            |            |
|  | 7           | Indiana Pacers      | 3                     |                    |                       |                          |                          |                          |  |   |                       |                      |                      |  |    |                 |            |            |

Legenda
- * Vincitore Division
- "Grassetto" Vincitore serie
- "Corsivo" Squadra con fattore campo

## Eastern Conference

### Primo turno

#### (1) Cleveland Cavaliers - (8) Detroit Pistons
RISULTATO FINALE: 4-0
| Arbitri: | Derrick Stafford Leroy Richardson Zach Zarba |

|              |          |                     |
| K. Irving 31 | Punti    | K. Caldwell-Pope 21 |
| L. James 11  | Assist   | R. Jackson 7        |
| K. Love 13   | Rimbalzi | A. Drummond 11      |

| Arbitri: | Ken Mauer Kane Fitzgerald Brian Forte |

|                  |          |                               |
| L. James 27      | Punti    | A. Drummond 20                |
| M. Dellavedova 9 | Assist   | R. Jackson 6                  |
| K. Love 10       | Rimbalzi | K. Caldwell-Pope, T. Harris 8 |

| Arbitri: | Monty McCutchen Jason Phillips Michael Smih |

|                          |          |              |
| K. Caldwell-Pope 18      | Punti    | K. Irving 26 |
| R. Jackson 12            | Assist   | L. James 7   |
| A. Drummond, T. Harris 7 | Rimbalzi | L. James 13  |

| Arbitri: | Marc Davis Bill Kennedy Courtney Kirkland |

|               |          |              |
| M. Morris 24  | Punti    | K. Irving 31 |
| R. Jackson 12 | Assist   | L. James 6   |
| T. Harris 13  | Rimbalzi | K. Love 13   |

PRECEDENTI IN REGULAR SEASON
| Regular Season 2015-16 | Cleveland Cavaliers | 1 – 3                                                                                          | Detroit Pistons | Referto 1 - Referto 2 - Referto 3 - Referto 4 |
| Detroit Pistons 104 Detroit Pistons 106 Cleveland Cavaliers 88 Cleveland Cavaliers 110 Punti 99 Cleveland Cavaliers 114 Cleveland Cavaliers 96 Detroit Pistons 112 Detroit Pistons (1 t.s.) |                     |                                                                                                |                 |                                               |
| |                     |                                                                                                |                 |                                               |
| Detroit Pistons 104 Detroit Pistons 106 Cleveland Cavaliers 88 Cleveland Cavaliers 110 | Punti               | 99 Cleveland Cavaliers 114 Cleveland Cavaliers 96 Detroit Pistons 112 Detroit Pistons (1 t.s.) |                 |                                               |

PRECEDENTI NEI PLAYOFF
|  | Cleveland Cavaliers (2007, 2009) | 2 – 1 | Detroit Pistons (2006) |  |

#### (2) Toronto Raptors - (7) Indiana Pacers
RISULTATO FINALE: 4-3
| Arbitri: | Scott Foster Tony Brothers Josh Tiven |

|                   |          |              |
| C. Joseph 18      | Punti    | P. George 39 |
| K. Lowry 7        | Assist   | P. George 6  |
| J. Valančiūnas 19 | Rimbalzi | L. Allen 12  |

| Arbitri: | Monty McCutchen Tony Brown Jason Phillips |

|                   |          |                       |
| J. Valančiūnas 23 | Punti    | P. George 28          |
| K. Lowry 9        | Assist   | M. Ellis, T. Lawson 3 |
| J. Valančiūnas 15 | Rimbalzi | S. Hill 6             |

| Arbitri: | James Capers Bennie Adams Rodney Mott |

|              |          |                         |
| P. George 25 | Punti    | D. DeRozan, K. Lowry 21 |
| P. George 6  | Assist   | K. Lowry 8              |
| P. George 10 | Rimbalzi | J. Valančiūnas 14       |

| Arbitri: | Danny Crawford Ron Garretson Bill Spooner |

|                        |          |                   |
| I. Mahinmi, G. Hill 22 | Punti    | J. Valančiūnas 16 |
| I. Mahinmi 5           | Assist   | K. Lowry 5        |
| I. Mahinmi 10          | Rimbalzi | B. Biyombo 9      |

| Arbitri: | Marc Davis Bill Kennedy Zach Zarba |

|               |          |                        |
| D. DeRozan 34 | Punti    | P. George 39           |
| K. Lowry 5    | Assist   | P. George 8            |
| B. Biyombo 16 | Rimbalzi | P. George, M. Turner 8 |

| Arbitri: | Mike Callahan Kane Fitzgerald John Goble |

|              |          |                          |
| P. George 21 | Punti    | D. Carroll, C. Joseph 15 |
| P. George 6  | Assist   | K. Lowry 10              |
| P. George 11 | Rimbalzi | B. Biyombo 10            |

| Arbitri: | Danny Crawford Ron Garretson Bill Spooner |

|                   |          |              |
| D. DeRozan 30     | Punti    | P. George 26 |
| K. Lowry 9        | Assist   | M. Ellis 7   |
| J. Valančiūnas 15 | Rimbalzi | P. George 12 |

PRECEDENTI IN REGULAR SEASON
| Regular Season 2015-16 | Toronto Raptors | 3 – 1                                                                               | Indiana Pacers | Referto 1 - Referto 2 - Referto 3 - Referto 4 |
| Toronto Raptors 106 Indiana Pacers 106 Indiana Pacers 94 Toronto Raptors 111 Punti 99 Indiana Pacers 90 Toronto Raptors 101 Toronto Raptors (1 t.s.) 98 Indiana Pacers |                 |                                                                                     |                |                                               |
| |                 |                                                                                     |                |                                               |
| Toronto Raptors 106 Indiana Pacers 106 Indiana Pacers 94 Toronto Raptors 111                                                                                           | Punti           | 99 Indiana Pacers 90 Toronto Raptors 101 Toronto Raptors (1 t.s.) 98 Indiana Pacers |                |                                               |

PRECEDENTI NEI PLAYOFF

Si è trattata della prima sfida tra le due squadre ai playoff.

#### (3) Miami Heat - (6) Charlotte Hornets
RISULTATO FINALE: 4-3
| Arbitri: | Ken Mauer Sean Corbin Ed Malloy |

|                 |          |             |
| L. Deng 31      | Punti    | N. Batum 24 |
| G. Dragić 10    | Assist   | J. Lin 3    |
| H. Whiteside 11 | Rimbalzi | C. Zeller 7 |

| Arbitri: | Marc Davis Courtney Kirkland Bill Spooner |

|                 |          |                       |
| D. Wade 28      | Punti    | K. Walker 29          |
| D. Wade 8       | Assist   | N. Batum, K. Walker 3 |
| H. Whiteside 13 | Rimbalzi | N. Batum 7            |

| Arbitri: | Mike Callahan James Williams Sean Wright |

|                |          |                 |
| J. Lin 18      | Punti    | L. Deng 19      |
| K. Walker 7    | Assist   | G. Dragić 4     |
| M. Williams 14 | Rimbalzi | H. Whiteside 18 |

| Arbitri: | Danny Crawford Derrick Collins Ron Garretson |

|                        |          |                                              |
| K. Walker 34           | Punti    | J. Johnson 16                                |
| A. Jefferson, J. Lin 3 | Assist   | D. Wade 10                                   |
| S. Hawes 8             | Rimbalzi | D. Wade, J. Johnson, L. Deng, H. Whiteside 7 |

| Arbitri: | Kane Fitzgerald Jason Phillips Derrick Stafford |

|                 |          |                |
| D. Wade 25      | Punti    | M. Williams 17 |
| D. Wade 4       | Assist   | J. Lin 7       |
| H. Whiteside 12 | Rimbalzi | M. Williams 8  |

| Arbitri: | Monty McCutchen Bill Spooner Tom Washington |

|                |          |                                      |
| K. Walker 37   | Punti    | D. Wade 23                           |
| K. Walker 5    | Assist   | D. Wade 4                            |
| A. Jefferson 9 | Rimbalzi | G. Dragić, H. Whiteside, U. Haslem 7 |

| Arbitri: | Mike Callahan Bill Kennedy Ed Malloy |

|                                  |          |                |
| G. Dragić 25                     | Punti    | F. Kaminsky 12 |
| G. Dragić, J. Johnson, L. Deng 4 | Assist   | K. Walker 6    |
| H. Whiteside 12                  | Rimbalzi | C. Zeller 7    |

PRECEDENTI IN REGULAR SEASON
| Regular Season 2015-16 | Miami Heat | 2 – 2                                                                  | Charlotte Hornets | Referto 1 - Referto 2 - Referto 3 - Referto 4 |
| Miami Heat 104 Charlotte Hornets 99 Charlotte Hornets 95 Miami Heat 106 Punti 94 Charlotte Hornets 81 Miami Heat 98 Miami Heat 109 Charlotte Hornets |            |                                                                        |                   |                                               |
| |            |                                                                        |                   |                                               |
| Miami Heat 104 Charlotte Hornets 99 Charlotte Hornets 95 Miami Heat 106                                                                              | Punti      | 94 Charlotte Hornets 81 Miami Heat 98 Miami Heat 109 Charlotte Hornets |                   |                                               |

PRECEDENTI NEI PLAYOFF
|  | Miami Heat (2014) | 1 – 1 | Charlotte Hornets (2001) |  |

#### (4) Atlanta Hawks - (5) Boston Celtics
RISULTATO FINALE: 4-2
| Arbitri: | James Capers Derrick Collins Rodney Mott |

|               |          |               |
| A. Horford 24 | Punti    | I. Thomas 27  |
| J. Teague 12  | Assist   | I. Thomas 8   |
| A. Horford 12 | Rimbalzi | J. Crowder 10 |

| Arbitri: | Scott Foster Tony Brothers Josh Tiven |

|                          |          |                                   |
| A. Horford, K. Korver 17 | Punti    | I. Thomas 16                      |
| J. Teague 6              | Assist   | J. Crowder, M. Smart, E. Turner 3 |
| K. Bazemore 9            | Rimbalzi | A. Johnson 8                      |

| Arbitri: | Marc Davis Eric Lewis Zach Zarba |

|               |          |               |
| I. Thomas 42  | Punti    | J. Teague 23  |
| E. Turner 7   | Assist   | A. Horford 6  |
| J. Jerebko 12 | Rimbalzi | A. Horford 13 |

| Arbitri: | Monty McCutchen Bennie Adams Jason Phillips |

|                        |          |                         |
| I. Thomas 28           | Punti    | P. Millsap 45           |
| I. Thomas, E. Turner 6 | Assist   | A. Horford, J. Teague 5 |
| J. Jerebko 10          | Rimbalzi | P. Millsap 13           |

| Arbitri: | Mike Callahan Pat Fraher John Goble |

|                           |          |              |
| M. Scott 17               | Punti    | E. Turner 15 |
| P. Millsap, D. Schröder 6 | Assist   | T. Rozier 4  |
| A. Horford, P. Millsap 8  | Rimbalzi | J. Jerebko 8 |

| Arbitri: | Scott Foster Tony Brothers James Williams |

|                       |          |               |
| I. Thomas 25          | Punti    | P. Millsap 17 |
| I. Thomas 10          | Assist   | D. Schröder 8 |
| M. Smart, E. Turner 7 | Rimbalzi | K. Korver 9   |

PRECEDENTI IN REGULAR SEASON
| Regular Season 2015-16 | Atlanta Hawks | 3 – 1                                                                   | Boston Celtics | Referto 1 - Referto 2 - Referto 3 - Referto 4 |
| Boston Celtics 106 Atlanta Hawks 121 Boston Celtics 101 Atlanta Hawks 118 Punti 93 Atlanta Hawks 97 Boston Celtics 109 Atlanta Hawks 107 Boston Celtics |               |                                                                         |                |                                               |
| |               |                                                                         |                |                                               |
| Boston Celtics 106 Atlanta Hawks 121 Boston Celtics 101 Atlanta Hawks 118                                                                               | Punti         | 93 Atlanta Hawks 97 Boston Celtics 109 Atlanta Hawks 107 Boston Celtics |                |                                               |

PRECEDENTI NEI PLAYOFF
|  | Atlanta Hawks (1958) | 1 – 10 | Boston Celtics (1957, 1960, 1961, 1972, 1973, 1983, 1986, 1988, 2008, 2012) |  |

### Semifinali

#### (1) Cleveland Cavaliers - (4) Atlanta Hawks
RISULTATO FINALE: 4-0
| Arbitri: | Scott Foster Eric Lewis Zach Zarba |

|                |          |                |
| L. James 25    | Punti    | D. Schröder 27 |
| L. James 9     | Assist   | D. Schröder 6  |
| T. Thompson 14 | Rimbalzi | P. Millsap 13  |

| Arbitri: | Mike Callahan Rodney Mott Sean Wright |

|                             |          |               |
| L. James 27                 | Punti    | P. Millsap 16 |
| M. Dellavedova, K. Irving 6 | Assist   | J. Teague 6   |
| K. Love 13                  | Rimbalzi | P. Millsap 11 |

| Arbitri: | Danny Crawford Tony Brothers Ron Garretson |

|               |          |            |
| A. Horford 24 | Punti    | C. Frye 27 |
| J. Teague 14  | Assist   | L. James 8 |
| P. Millsap 8  | Rimbalzi | K. Love 15 |

| Arbitri: | Marc Davis Bennie Adams Jason Phillips |

|                |          |            |
| D. Schröder 21 | Punti    | K. Love 27 |
| D. Schröder 6  | Assist   | L. James 9 |
| P. Millsap 9   | Rimbalzi | K. Love 13 |

PRECEDENTI IN REGULAR SEASON
| Regular Season 2015-16 | Cleveland Cavaliers | 3 – 0                                                              | Atlanta Hawks | Referto 1 - Referto 2 - Referto 3 |
| Cleveland Cavaliers 109 Atlanta Hawks 108 Cleveland Cavaliers 109 Punti 97 Atlanta Hawks 110 Cleveland Cavaliers (1 t.s.) 94 Atlanta Hawks |                     |                                                                    |               |                                   |
| |                     |                                                                    |               |                                   |
| Cleveland Cavaliers 109 Atlanta Hawks 108 Cleveland Cavaliers 109                                                                          | Punti               | 97 Atlanta Hawks 110 Cleveland Cavaliers (1 t.s.) 94 Atlanta Hawks |               |                                   |

PRECEDENTI NEI PLAYOFF
|  | Cleveland Cavaliers (2009, 2015) | 2 – 0 | Atlanta Hawks |  |

#### (2) Toronto Raptors - (3) Miami Heat
RISULTATO FINALE: 4-3
| Arbitri: | Monty McCutchen Jason Phillips Josh Tiven |

|                   |          |                 |
| J. Valančiūnas 24 | Punti    | G. Dragić 26    |
| K. Lowry 6        | Assist   | D. Wade 4       |
| J. Valančiūnas 14 | Rimbalzi | H. Whiteside 17 |

| Arbitri: | Ken Mauer Derrick Collins John Goble |

|                   |          |                         |
| D. Carroll 21     | Punti    | G. Dragić 20            |
| K. Lowry 6        | Assist   | G. Dragić, J. Johnson 4 |
| J. Valančiūnas 12 | Rimbalzi | H. Whiteside 13         |

| Arbitri: | Ed Malloy James Capers Kane Fitzgerald |

|            |          |                   |
| D. Wade 38 | Punti    | K. Lowry 33       |
| D. Wade 4  | Assist   | D. DeRozan 5      |
| D. Wade 8  | Rimbalzi | J. Valančiūnas 12 |

| Arbitri: | Mike Callahan Brian Forte Bill Kennedy |

|             |          |                       |
| D. Wade 30  | Punti    | C. Joseph, T. Ross 14 |
| G. Dragić 4 | Assist   | K. Lowry 9            |
| L. Deng 9   | Rimbalzi | B. Biyombo 13         |

| Arbitri: | Tony Brothers Scott Foster Sean Wright |

|               |          |                       |
| D. DeRozan 34 | Punti    | D. Wade 20            |
| K. Lowry 6    | Assist   | T. Johnson, D. Wade 4 |
| K. Lowry 9    | Rimbalzi | J. Johnson 8          |

| Arbitri: | Monty McCutchen Sean Corbin Marc Davis |

|              |          |               |
| G. Dragić 30 | Punti    | K. Lowry 36   |
| D. Wade 5    | Assist   | K. Lowry 3    |
| G. Dragić 7  | Rimbalzi | B. Biyombo 13 |

| Arbitri: | Danny Crawford James Capers Zach Zarba |

|               |          |                       |
| K. Lowry 35   | Punti    | G. Dragić, D. Wade 16 |
| K. Lowry 9    | Assist   | G. Dragić 7           |
| B. Biyombo 16 | Rimbalzi | J. Winslow 8          |

PRECEDENTI IN REGULAR SEASON
| Regular Season 2015-16 | Toronto Raptors | 3 – 1                                                               | Miami Heat | Referto 1 - Referto 2 - Referto 3 - Referto 4 |
| Miami Heat 96 Miami Heat 94 Toronto Raptors 101 (1 t.s.) Toronto Raptors 112 Punti 76 Toronto Raptors 108 Toronto Raptors 81 Miami Heat 104 Miami Heat |                 |                                                                     |            |                                               |
| |                 |                                                                     |            |                                               |
| Miami Heat 96 Miami Heat 94 Toronto Raptors 101 (1 t.s.) Toronto Raptors 112                                                                           | Punti           | 76 Toronto Raptors 108 Toronto Raptors 81 Miami Heat 104 Miami Heat |            |                                               |

PRECEDENTI NEI PLAYOFF

Si è trattata della prima sfida tra le due squadre ai playoff.

### Finale

#### (1) Cleveland Cavaliers - (2) Toronto Raptors
RISULTATO FINALE: 4-2
| Arbitri: | Scott Foster Sean Corbin Jason Phillips |

|                 |          |                                    |
| K. Irving 27    | Punti    | D. DeRozan 18                      |
| K. Irving 5     | Assist   | D. DeRozan, K. Lowry 5             |
| R. Jefferson 11 | Rimbalzi | B. Biyombo, K. Lowry, J. Johnson 4 |

| Arbitri: | Danny Crawford James Capers Sean Wright |

|                |          |                |
| K. Irving 26   | Punti    | D. DeRozan 22  |
| L. James 11    | Assist   | P. Patterson 4 |
| T. Thompson 12 | Rimbalzi | K. Lowry 6     |

| Arbitri: | Ken Mauer Marc Davis Pat Fraher |

|               |          |                         |
| D. DeRozan 32 | Punti    | L. James 24             |
| D. DeRozan 4  | Assist   | L. James 5              |
| B. Biyombo 26 | Rimbalzi | L. James, T. Thompson 8 |

| Arbitri: | Monty McCutchen David Guthrie Derrick Stafford |

|               |          |                         |
| K. Lowry 35   | Punti    | L. James 29             |
| K. Lowry 5    | Assist   | L. James, K. Irving 6   |
| B. Biyombo 14 | Rimbalzi | L. James, T. Thompson 9 |

| Arbitri: | Mike Callahan Ed Malloy Tom Washington |

|                |          |               |
| K. Love 25     | Punti    | D. DeRozan 14 |
| L. James 8     | Assist   | K. Lowry 6    |
| T. Thompson 10 | Rimbalzi | J. Thompson 5 |

| Arbitri: | Danny Crawford Bill Kennedy Jason Phillips |

|                        |          |             |
| K. Lowry 35            | Punti    | L. James 33 |
| D. DeRozan, K. Lowry 3 | Assist   | K. Irving 9 |
| B. Biyombo 9           | Rimbalzi | K. Love 12  |

PRECEDENTI IN REGULAR SEASON
| Regular Season 2015-16 | Cleveland Cavaliers | 1 – 2                                                             | Toronto Raptors | Referto 1 - Referto 2 - Referto 3 |
| Toronto Raptors 103 Cleveland Cavaliers 122 Toronto Raptors 99 Punti 99 Cleveland Cavaliers 100 Toronto Raptors 97 Cleveland Cavaliers |                     |                                                                   |                 |                                   |
| |                     |                                                                   |                 |                                   |
| Toronto Raptors 103 Cleveland Cavaliers 122 Toronto Raptors 99                                                                         | Punti               | 99 Cleveland Cavaliers 100 Toronto Raptors 97 Cleveland Cavaliers |                 |                                   |

PRECEDENTI NEI PLAYOFF

Si è trattata della prima sfida tra le due squadre ai playoff.

## Western Conference

### Primo turno

#### (1) Golden State Warriors - (8) Houston Rockets
RISULTATO FINALE: 4-1
| Arbitri: | Danny Crawford Ron Garretson Mark Lindsay |

|               |          |              |
| S. Curry 24   | Punti    | J. Harden 17 |
| A. Iguodala 7 | Assist   | C. Brewer 6  |
| D. Green 10   | Rimbalzi | C. Capela 12 |

| Arbitri: | James Capers John Goble Rodney Mott |

|                |          |              |
| K. Thompson 34 | Punti    | J. Harden 28 |
| D. Green 8     | Assist   | J. Harden 11 |
| D. Green 14    | Rimbalzi | D. Howard 10 |

| Arbitri: | Scott Foster Mark Ayotte Tom Washington |

|                             |          |                |
| J. Harden 35                | Punti    | M. Speights 22 |
| J. Harden 9                 | Assist   | D. Green 7     |
| D. Howard, D. Motiejūnas 13 | Rimbalzi | K. Thompson 8  |

| Arbitri: | Derrick Stafford Kane Fitzgerald Zach Zarba |

|              |          |                 |
| D. Howard 19 | Punti    | K. Thompson 23  |
| J. Harden 10 | Assist   | S. Livingston 9 |
| D. Howard 15 | Rimbalzi | D. Green 8      |

| Arbitri: | Brian Forte Ed Malloy Ken Mauer |

|                |          |              |
| K. Thompson 27 | Punti    | J. Harden 35 |
| D. Green 8     | Assist   | J. Harden 6  |
| D. Green 9     | Rimbalzi | D. Howard 21 |

PRECEDENTI IN REGULAR SEASON
| Regular Season 2015-16 | G.S. Warriors | 3 – 0                                                                   | Houston Rockets | Referto 1 - Referto 2 - Referto 3 |
| Houston Rockets 92 Houston Rockets 110 Golden State Warriors 123 Punti 112 Golden State Warriors 114 Golden State Warriors 110 Houston Rockets |               |                                                                         |                 |                                   |
| |               |                                                                         |                 |                                   |
| Houston Rockets 92 Houston Rockets 110 Golden State Warriors 123                                                                               | Punti         | 112 Golden State Warriors 114 Golden State Warriors 110 Houston Rockets |                 |                                   |

PRECEDENTI NEI PLAYOFF
|  | G.S. Warriors (2015) | 1 – 0 | Houston Rockets |  |

#### (2) San Antonio Spurs - (7) Memphis Grizzlies
RISULTATO FINALE: 4-0
| Arbitri: | Mike Callahan Pat Fraher Sean Wright |

|               |          |               |
| K. Leonard 20 | Punti    | V. Carter 16  |
| T. Parker 6   | Assist   | X. Munford 4  |
| T. Duncan 11  | Rimbalzi | C. Andersen 9 |

| Arbitri: | Mike Callahan Tom Washington James Williams |

|                        |          |                |
| P. Mills 16            | Punti    | T. Allen 12    |
| T. Duncan, T. Parker 4 | Assist   | Z. Randolph 3  |
| T. Duncan 9            | Rimbalzi | Z. Randolph 12 |

| Arbitri: | Derrick Stafford Kane Fitzgerald Gary Zielinski |

|                           |          |                |
| Z. Randolph 20            | Punti    | K. Leonard 29  |
| J. Farmar 6               | Assist   | T. Parker 7    |
| Z. Randolph, M. Barnes 11 | Rimbalzi | L. Aldridge 10 |

| Arbitri: | James Capers John Goble David Guthrie |

|                  |          |                |
| L. Stephenson 26 | Punti    | K. Leonard 21  |
| J. Farmar 5      | Assist   | K. Leonard 4   |
| C. Andersen 13   | Rimbalzi | L. Aldridge 10 |

PRECEDENTI IN REGULAR SEASON
| Regular Season 2015-16 | San Antonio Spurs | 4 – 0                                                                                  | Memphis Grizzlies | Referto 1 - Referto 2 - Referto 3 - Referto 4 |
| San Antonio Spurs 92 Memphis Grizzlies 83 San Antonio Spurs 110 Memphis Grizzlies 87 Punti 82 Memphis Grizzlies 103 San Antonio Spurs 104 Memphis Grizzlies 101 San Antonio Spurs |                   |                                                                                        |                   |                                               |
| |                   |                                                                                        |                   |                                               |
| San Antonio Spurs 92 Memphis Grizzlies 83 San Antonio Spurs 110 Memphis Grizzlies 87                                                                                              | Punti             | 82 Memphis Grizzlies 103 San Antonio Spurs 104 Memphis Grizzlies 101 San Antonio Spurs |                   |                                               |

PRECEDENTI NEI PLAYOFF
|  | San Antonio Spurs (2004, 2013) | 2 – 1 | Memphis Grizzlies (2011) |  |

#### (3) Oklahoma City Thunder - (6) Dallas Mavericks
RISULTATO FINALE: 4-1
| Arbitri: | Monty McCutchen Tony Brown John Goble |

|                 |          |                           |
| R. Westbrook 24 | Punti    | D. Nowitzki 18            |
| R. Westbrook 11 | Assist   | J.J. Barea, D. Williams 3 |
| E. Kanter 13    | Rimbalzi | Z. Pachulia, D. Powell 6  |

| Arbitri: | Danny Crawford David Guthrie Bill Spooner |

|                 |          |               |
| K. Durant 21    | Punti    | R. Felton 21  |
| R. Westbrook 6  | Assist   | D. Williams 5 |
| R. Westbrook 14 | Rimbalzi | R. Felton 11  |

| Arbitri: | Mike Callahan Sean Wright Pat Fraher |

|                            |          |                 |
| W. Matthews 22             | Punti    | K. Durant 34    |
| J.J. Barea 7               | Assist   | R. Westbrook 15 |
| D. Nowitzki, Z. Pachulia 6 | Rimbalzi | E. Kanter 8     |

| Arbitri: | Ken Mauer Ed Malloy Sean Corbin |

|                |          |                         |
| D. Nowitzki 27 | Punti    | E. Kanter 28            |
| R. Felton 11   | Assist   | R. Westbrook 15         |
| D. Nowitzki 8  | Rimbalzi | S. Adams, A. Roberson 8 |

| Arbitri: | Scott Foster Rodney Mott Tom Washington |

|                 |          |                |
| R. Westbrook 36 | Punti    | D. Nowitzki 24 |
| R. Westbrook 9  | Assist   | Z. Pachulia 9  |
| R. Westbrook 12 | Rimbalzi | D. Powell 9    |

PRECEDENTI IN REGULAR SEASON
| Regular Season 2015-16 | Oklahoma Thunder | 4 – 0                                                                                        | Dallas Mavericks | Referto 1 - Referto 2 - Referto 3 - Referto 4 |
| Oklahoma City Thunder 117 Oklahoma City Thunder 108 Dallas Mavericks 106 Dallas Mavericks 103 Punti 114 Dallas Mavericks 89 Dallas Mavericks 109 Oklahoma City Thunder 116 Oklahoma City Thunder |                  |                                                                                              |                  |                                               |
| |                  |                                                                                              |                  |                                               |
| Oklahoma City Thunder 117 Oklahoma City Thunder 108 Dallas Mavericks 106 Dallas Mavericks 103 | Punti            | 114 Dallas Mavericks 89 Dallas Mavericks 109 Oklahoma City Thunder 116 Oklahoma City Thunder |                  |                                               |

PRECEDENTI NEI PLAYOFF
|  | Oklahoma Thunder (1987, 2012) | 2 – 2 | Dallas Mavericks (1984, 2011) |  |

#### (4) Los Angeles Clippers - (5) Portland Trail Blazers
RISULTATO FINALE: 2-4

I Clippers vincono le prime due sfide della serie ma proprio da gara-due iniziano le difficoltà per i losangelini i quali perdono per infortunio, in una sola serata, sia la propria ala grande titolare, Blake Griffin, che il proprio miglior play maker Chris Paul. Privati di questi due imprescindibili elementi i Clippers subiscono la rimonta di Portland che vince quattro partite di fila, chiudendo così la serie sul 4-2 e garantendosi l'accesso alle semifinali di West conference contro i campioni in carica di Golden State.
| Arbitri: | Marc Davis Bill Kennedy Eric Lewis |

|                          |          |               |
| C. Paul 28               | Punti    | D. Lillard 21 |
| C. Paul 11               | Assist   | D. Lillard 8  |
| D. Jordan, B. Griffin 12 | Rimbalzi | A. Aminu 12   |

| Arbitri: | Derrick Stafford Bill Kennedy Leroy Richardson |

|                      |          |                           |
| C. Paul 25           | Punti    | D. Lillard, M. Plumlee 17 |
| C. Paul, D. Jordan 5 | Assist   | M. Plumlee 7              |
| D. Jordan 18         | Rimbalzi | A. Aminu, M. Plumlee 10   |

| Arbitri: | Scott Foster Tony Brothers Tom Washington |

|               |          |              |
| D. Lillard 32 | Punti    | C. Paul 26   |
| M. Plumlee 9  | Assist   | C. Paul 9    |
| M. Plumlee 21 | Rimbalzi | D. Jordan 16 |

| Arbitri: | Ken Mauer Brian Forte Ed Malloy |

|               |          |                         |
| A. Aminu 30   | Punti    | J. Green, B. Griffin 17 |
| M. Plumlee 10 | Assist   | C. Paul 4               |
| M. Plumlee 14 | Rimbalzi | D. Jordan 15            |

| Arbitri: | Dan Crawford Ron Garretson Bill Spooner |

|                            |          |                  |
| J. Redick 19               | Punti    | C.J. McCollum 27 |
| J. Crawford, P. Prigioni 4 | Assist   | D. Lillard 5     |
| D. Jordan 17               | Rimbalzi | M. Plumlee 15    |

| Arbitri: | Marc Davis Sean Wright Zach Zarba |

|               |          |                |
| D. Lillard 28 | Punti    | J. Crawford 32 |
| D. Lillard 7  | Assist   | A. Rivers 8    |
| M. Plumlee 14 | Rimbalzi | D. Jordan 20   |

PRECEDENTI IN REGULAR SEASON
| Regular Season 2015-16 | L.A. Clippers | 3 – 1                                                                                                | Portland T. Blazers | Referto 1 - Referto 2 - Referto 3 - Referto 4 |
| Portland Trail Blazers 102 Los Angeles Clippers 102 Portland Trail Blazers 98 Los Angeles Clippers 96 Punti 91 Los Angeles Clippers 87 Portland Trail Blazers 109 Los Angeles Clippers 94 Portland Trail Blazers |               | |                     |                                               |
| |               | |                     |                                               |
| Portland Trail Blazers 102 Los Angeles Clippers 102 Portland Trail Blazers 98 Los Angeles Clippers 96 | Punti         | 91 Los Angeles Clippers 87 Portland Trail Blazers 109 Los Angeles Clippers 94 Portland Trail Blazers |                     |                                               |

PRECEDENTI NEI PLAYOFF

Si è trattata della prima sfida tra le due squadre ai playoff.

### Semifinali

#### (1) Golden State Warriors - (5) Portland Trail Blazers
RISULTATO FINALE: 4-1
| Arbitri: | Monty McCutchen James Capers John Goble |

|                |          |               |
| K. Thompson 37 | Punti    | D. Lillard 30 |
| D. Green 11    | Assist   | M. Plumlee 6  |
| D. Green 13    | Rimbalzi | M. Plumlee 13 |

| Arbitri: | Danny Crawford Courtney Kirkland Derrick Stafford |

|                |          |               |
| K. Thompson 27 | Punti    | D. Lillard 25 |
| D. Green 7     | Assist   | D. Lillard 6  |
| D. Green 14    | Rimbalzi | M. Plumlee 11 |

| Arbitri: | Mike Callahan Bill Kennedy Pat Fraher |

|                       |          |                  |
| D. Lillard 40         | Punti    | D. Green 37      |
| D. Lillard 10         | Assist   | S. Livingston 10 |
| A. Aminu, E. Davis 10 | Rimbalzi | D. Green 9       |

| Arbitri: | Scott Foster Ed Malloy Tom Washington |

|               |          |                                |
| D. Lillard 36 | Punti    | S. Curry 40                    |
| D. Lillard 10 | Assist   | S. Curry 8                     |
| M. Plumlee 15 | Rimbalzi | S. Curry, D. Green, A. Bogut 9 |

| Arbitri: | Marc Davis Ken Mauer James Williams |

|                |          |               |
| K. Thompson 33 | Punti    | D. Lillard 28 |
| S. Curry 11    | Assist   | D. Lillard 7  |
| D. Green 11    | Rimbalzi | A. Aminu 9    |

PRECEDENTI IN REGULAR SEASON
| Regular Season 2015-16 | G.S. Warriors | 3 – 1 | Portland T. Blazers | Referto 1 - Referto 2 - Referto 3 - Referto 4 |
| Portland Trail Blazers 108 Portland Trail Blazers 137 Golden State Warriors 128 Golden State Warriors 136 Punti 128 Golden State Warriors 105 Golden State Warriors 112 Portland Trail Blazers 111 Portland Trail Blazers |               | |                     |                                               |
| |               | |                     |                                               |
| Portland Trail Blazers 108 Portland Trail Blazers 137 Golden State Warriors 128 Golden State Warriors 136 | Punti         | 128 Golden State Warriors 105 Golden State Warriors 112 Portland Trail Blazers 111 Portland Trail Blazers |                     |                                               |

PRECEDENTI NEI PLAYOFF

Si è trattata della prima sfida tra le due squadre ai playoff.

#### (2) San Antonio Spurs - (3) Oklahoma City Thunder
RISULTATO FINALE: 2-4
| Arbitri: | Scott Foster Tony Brothers David Guthrie |

|                |          |                |
| L. Aldridge 38 | Punti    | S. Ibaka 19    |
| T. Parker 12   | Assist   | R. Westbrook 9 |
| K. Anderson 7  | Rimbalzi | S. Adams 10    |

| Arbitri: | Ken Mauer Sean Corbin Marc Davis |

|                |          |                 |
| L. Aldridge 41 | Punti    | R. Westbrook 29 |
| T. Parker 6    | Assist   | R. Westbrook 10 |
| T. Duncan 9    | Rimbalzi | S. Adams 17     |

| Arbitri: | Monty McCutchen Derrick Stafford James Williams |

|                 |          |               |
| R. Westbrook 31 | Punti    | K. Leonard 31 |
| R. Westbrook 8  | Assist   | T. Parker 5   |
| S. Adams 11     | Rimbalzi | K. Leonard 11 |

| Arbitri: | Danny Crawford Bill Spooner Zach Zarba |

|                 |          |                       |
| K. Durant 41    | Punti    | T. Parker 22          |
| R. Westbrook 15 | Assist   | P. Mills, T. Parker 3 |
| S. Adams 11     | Rimbalzi | D. West 7             |

| Arbitri: | John Goble Monty McCutchen Jason Phillips |

|               |          |                 |
| K. Leonard 26 | Punti    | R. Westbrook 35 |
| T. Parker 5   | Assist   | R. Westbrook 9  |
| L. Aldridge 9 | Rimbalzi | E. Kanter 13    |

| Arbitri: | Bill Kennedy Mike Callahan Kane Fitzgerald |

|                 |          |                |
| K. Durant 37    | Punti    | K. Leonard 22  |
| R. Westbrook 12 | Assist   | K. Leonard 5   |
| S. Adams 11     | Rimbalzi | L. Aldridge 14 |

Nota: Gara 6 è stata l'ultima partita della carriera di Tim Duncan.
PRECEDENTI IN REGULAR SEASON
| Regular Season 2015-16 | San Antonio Spurs | 2 – 2                                                                                        | Oklahoma Thunder | Referto 1 - Referto 2 - Referto 3 - Referto 4 |
| Oklahoma City Thunder 112 San Antonio Spurs 93 Oklahoma City Thunder 111 (1 t.s.) San Antonio Spurs 102 Punti 106 San Antonio Spurs 85 Oklahoma City Thunder 92 San Antonio Spurs 98 Oklahoma City Thunder |                   |                                                                                              |                  |                                               |
| |                   |                                                                                              |                  |                                               |
| Oklahoma City Thunder 112 San Antonio Spurs 93 Oklahoma City Thunder 111 (1 t.s.) San Antonio Spurs 102 | Punti             | 106 San Antonio Spurs 85 Oklahoma City Thunder 92 San Antonio Spurs 98 Oklahoma City Thunder |                  |                                               |

PRECEDENTI NEI PLAYOFF
|  | San Antonio Spurs (1982, 2002, 2005, 2014) | 4 – 1 | Oklahoma Thunder (2012) |  |

### Finale

#### (1) Golden State Warriors - (3) Oklahoma City Thunder
RISULTATO FINALE: 4-3
| Arbitri: | Monty McCutchen Derrick Stafford Tom Washington |

|             |          |                 |
| S. Curry 26 | Punti    | R. Westbrook 27 |
| S. Curry 7  | Assist   | R. Westbrook 12 |
| S. Curry 10 | Rimbalzi | S. Adams 12     |

| Arbitri: | Mike Callahan Ed Malloy Kane Fitzgerald |

|             |          |                 |
| S. Curry 28 | Punti    | K. Durant 29    |
| D. Green 7  | Assist   | R. Westbrook 12 |
| D. Green 8  | Rimbalzi | S. Adams 10     |

| Arbitri: | Scott Foster Tony Brothers Zach Zarba |

|                 |          |                                                             |
| K. Durant 33    | Punti    | S. Curry 24                                                 |
| R. Westbrook 12 | Assist   | S. Curry, D. Green, A. Iguodala, Ian Clark, S. Livingston 3 |
| E. Kanter 12    | Rimbalzi | B. Rush 5                                                   |

| Arbitri: | Danny Crawford Bill Kennedy John Goble |

|                 |          |                |
| R. Westbrook 36 | Punti    | K. Thompson 26 |
| R. Westbrook 11 | Assist   | S. Curry 5     |
| A. Roberson 12  | Rimbalzi | D. Green 11    |

| Arbitri: | James Capers Jr. Marc Davis Ken Mauer |

|               |          |                |
| S. Curry 31   | Punti    | K. Durant 40   |
| A. Iguodala 8 | Assist   | R. Westbrook 8 |
| A. Bogut 14   | Rimbalzi | S. Adams 10    |

| Arbitri: | Monty McCutchen Ed Malloy Derrick Stafford |

|                                    |          |                |
| K. Durant 29                       | Punti    | K. Thompson 41 |
| R. Westbrook 11                    | Assist   | S. Curry 9     |
| S. Adams, S. Ibaka, R. Westbrook 9 | Rimbalzi | D. Green 12    |

| Arbitri: | Danny Crawford Mike Callahan Jason Phillips |

|             |          |                 |
| S. Curry 36 | Punti    | K. Durant 27    |
| S. Curry 8  | Assist   | R. Westbrook 13 |
| D. Green 9  | Rimbalzi | A. Roberson 12  |

PRECEDENTI IN REGULAR SEASON
| Regular Season 2015-16 | G.S. Warriors | 3 – 0                                                                                  | Oklahoma Thunder | Referto 1 - Referto 2 - Referto 3 |
| Golden State Warriors 116 Oklahoma City Thunder 118 Golden State Warriors 121 Punti 108 Oklahoma City Thunder 121 Golden State Warriors (1 t.s.) 106 Oklahoma City Thunder |               |                                                                                        |                  |                                   |
| |               |                                                                                        |                  |                                   |
| Golden State Warriors 116 Oklahoma City Thunder 118 Golden State Warriors 121                                                                                              | Punti         | 108 Oklahoma City Thunder 121 Golden State Warriors (1 t.s.) 106 Oklahoma City Thunder |                  |                                   |

PRECEDENTI NEI PLAYOFF
|  | G.S. Warriors (1975) | 1 – 1 | Oklahoma Thunder (1992) |  |

## NBA Finals 2016

### Golden State Warriors - Cleveland Cavaliers
RISULTATO FINALE
|  | G.S. Warriors | 3 – 4 | Cleveland Cavaliers |  |

PRECEDENTI IN REGULAR SEASON
| Regular Season 2015-16                                                                                 | G.S. Warriors | 2 – 0                                            | Cleveland Cavaliers | Referto 1 - Referto 2 |
| Golden State Warriors 89 Cleveland Cavaliers 98 Punti 83 Cleveland Cavaliers 132 Golden State Warriors |               |                                                  |                     |                       |
| |               |                                                  |                     |                       |
| Golden State Warriors 89 Cleveland Cavaliers 98                                                        | Punti         | 83 Cleveland Cavaliers 132 Golden State Warriors |                     |                       |

PRECEDENTI NEI PLAYOFF
|  | G.S. Warriors (2015) | 1 – 0 | Cleveland Cavaliers |  |

#### Roster
| \| Pos. \| Num. \| Naz. \| Nome \| Altezza \| Peso \| Data nascita \| Provenienza \| \| ---- \| ---- \| ---- \| --------------------- \| ------- \| ------ \| ------------ \| ------------------------------------- \| \| G \| 19 \| \| Barbosa, Leandro \| 191 cm \| 88 kg \| 28-11-1982 \| Bauru (Brazil) \| \| AP \| 40 \| \| Barnes, Harrison \| 203 cm \| 103 kg \| 30-05-1992 \| North Carolina \| \| C \| 12 \| \| Bogut, Andrew \| 213 cm \| 118 kg \| 28-11-1984 \| Utah \| \| G \| 21 \| \| Clark, Ian \| 191 cm \| 78 kg \| 07-03-1991 \| Belmont \| \| P \| 30 \| \| Curry, Stephen \| 191 cm \| 86 kg \| 14-03-1988 \| Davidson \| \| C \| 31 \| \| Ezeli, Festus \| 211 cm \| 120 kg \| 21-10-1989 \| Vanderbilt \| \| AP \| 23 \| \| Green, Draymond \| 201 cm \| 104 kg \| 04-03-1990 \| Michigan State \| \| G \| 9 \| \| Iguodala, Andre \| 198 cm \| 97 kg \| 28-01-1984 \| Arizona \| \| P \| 34 \| \| Livingston, Shaun \| 201 cm \| 87 kg \| 11-09-1985 \| Peoria Central High School (Illinois) \| \| AG \| 36 \| \| Looney, Kevon \| 206 cm \| 100 kg \| 06-02-1996 \| UCLA \| \| AG \| 20 \| \| Michael McAdoo, James \| 206 cm \| 104 kg \| 04-01-1993 \| North Carolina \| \| G \| 4 \| \| Rush, Brandon \| 198 cm \| 100 kg \| 07-07-1985 \| Kansas \| \| AG \| 5 \| \| Speights, Marreese \| 208 cm \| 116 kg \| 04-08-1987 \| Florida \| \| A/C \| 1 \| \| Thompson, Jason \| 211 cm \| 113 kg \| 21-07-1986 \| Rider Broncs \| \| G \| 11 \| \| Thompson, Klay \| 201 cm \| 98 kg \| 08-02-1990 \| Washington State \| \| C \| 18 \| \| Varejão, Anderson \| 208 cm \| 126 kg \| 28-09-1982 \| Barca (Spain) \| | Allenatore - Steve Kerr Assistente/i - Luke Walton (Vice-allenatore) - Ron Adams (Vice-allenatore) - Jarron Collins (Vice-allenatore) - Bruce Fraser (Vice-allenatore per lo sviluppo dei giocatori) - Chris DeMarco (Vice-allenatore per lo sviluppo dei giocatori) - Lachlan Penfold (Preparatore atletico) Legenda - (C) Capitano - (FA) Free agent - (S) Sospeso - (TW) Contratto Two-way - (GL) Assegnato a squadra G League affiliata - Infortunato Roster • Transazioni · Ultima transazione: 28 giugno 2016 |                        |                       |         |        |              |                                       |
| Pos. | Num. | Naz.                   | Nome                  | Altezza | Peso   | Data nascita | Provenienza                           |
| G | 19 | Brasile (bandiera)     | Barbosa, Leandro      | 191 cm  | 88 kg  | 28-11-1982   | Bauru (Brazil)                        |
| AP | 40 | Stati Uniti (bandiera) | Barnes, Harrison      | 203 cm  | 103 kg | 30-05-1992   | North Carolina                        |
| C | 12 | Australia (bandiera)   | Bogut, Andrew         | 213 cm  | 118 kg | 28-11-1984   | Utah                                  |
| G | 21 | Stati Uniti (bandiera) | Clark, Ian            | 191 cm  | 78 kg  | 07-03-1991   | Belmont                               |
| P | 30 | Stati Uniti (bandiera) | Curry, Stephen        | 191 cm  | 86 kg  | 14-03-1988   | Davidson                              |
| C | 31 | Nigeria (bandiera)     | Ezeli, Festus         | 211 cm  | 120 kg | 21-10-1989   | Vanderbilt                            |
| AP | 23 | Stati Uniti (bandiera) | Green, Draymond       | 201 cm  | 104 kg | 04-03-1990   | Michigan State                        |
| G | 9 | Stati Uniti (bandiera) | Iguodala, Andre       | 198 cm  | 97 kg  | 28-01-1984   | Arizona                               |
| P | 34 | Stati Uniti (bandiera) | Livingston, Shaun     | 201 cm  | 87 kg  | 11-09-1985   | Peoria Central High School (Illinois) |
| AG | 36 | Stati Uniti (bandiera) | Looney, Kevon         | 206 cm  | 100 kg | 06-02-1996   | UCLA                                  |
| AG | 20 | Stati Uniti (bandiera) | Michael McAdoo, James | 206 cm  | 104 kg | 04-01-1993   | North Carolina                        |
| G | 4 | Stati Uniti (bandiera) | Rush, Brandon         | 198 cm  | 100 kg | 07-07-1985   | Kansas                                |
| AG | 5 | Stati Uniti (bandiera) | Speights, Marreese    | 208 cm  | 116 kg | 04-08-1987   | Florida                               |
| A/C | 1 | Stati Uniti (bandiera) | Thompson, Jason       | 211 cm  | 113 kg | 21-07-1986   | Rider Broncs                          |
| G | 11 | Stati Uniti (bandiera) | Thompson, Klay        | 201 cm  | 98 kg  | 08-02-1990   | Washington State                      |
| C | 18 | Brasile (bandiera)     | Varejão, Anderson     | 208 cm  | 126 kg | 28-09-1982   | Barca (Spain)                         |

| \| Pos. \| Num. \| Naz. \| Nome \| Altezza \| Peso \| Data nascita \| Provenienza \| \| ---- \| ---- \| ---- \| -------------------- \| ------- \| ------ \| ------------ \| ------------------------------------------------ \| \| G \| 9 \| \| Cunningham, Jared \| 193 cm \| 88 kg \| 22-05-1991 \| Oregon St. Beavers \| \| G \| 8 \| \| Dellavedova, Matthew \| 193 cm \| 91 kg \| 08-09-1990 \| Saint Mary's \| \| C \| 9 \| \| Frye, Channing \| 211 cm \| 116 kg \| 17-05-1983 \| Arizona \| \| G \| 12 \| \| Harris, Joe \| 198 cm \| 102 kg \| 07-09-1991 \| Virginia Cavaliers \| \| G \| 2 \| \| Irving, Kyrie \| 188 cm \| 82 kg \| 23-03-1992 \| Duke \| \| A \| 23 \| \| James, LeBron \| 203 cm \| 109 kg \| 30-12-1984 \| St. Vincent St. Mary High School (Ohio) \| \| A \| 24 \| \| Jefferson, Richard \| 201 cm \| 106 kg \| 21-06-1980 \| Arizona \| \| A \| 30 \| \| Jones, Dahntay \| 198 cm \| 102 kg \| 27-12-1980 \| Duke \| \| A \| 1 \| \| Jones, James \| 203 cm \| 102 kg \| 04-10-1980 \| Miami (FL) \| \| C \| 14 \| \| Kaun, Saša \| 211 cm \| 118 kg \| 08-05-1985 \| Kansas \| \| A \| 0 \| \| Love, Kevin \| 208 cm \| 118 kg \| 07-09-1988 \| UCLA \| \| G \| 12 \| \| McRae, Jordan \| 198 cm \| 84 kg \| 28-03-1991 \| Tennessee \| \| C \| 20 \| \| Mozgov, Timofej \| 216 cm \| 113 kg \| 16-07-1986 \| Khimki (Russia) \| \| G \| 4 \| \| Shumpert, Iman \| 196 cm \| 96 kg \| 26-06-1990 \| Georgia Tech \| \| G \| 5 \| \| Smith, J.R. \| 198 cm \| 100 kg \| 09-09-1985 \| Saint Benedict's Preparatory School (New Jersey) \| \| A \| 13 \| \| Thompson, Tristan \| 203 cm \| 102 kg \| 13-03-1991 \| Texas \| \| C \| 18 \| \| Varejão, Anderson \| 208 cm \| 126 kg \| 28-09-1982 \| Barca (Spain) \| \| G \| 52 \| \| Williams, Mo \| 185 cm \| 90 kg \| 19-12-1982 \| Alabama \| | Allenatore - David Blatt (fino al 22 gennaio 2016) - Tyronn Lue Assistente/i - Tyronn Lue (Vice-allenatore fino al 22 gennaio 2016) - Jim Boylan (Vice-allenatore) - Bret Brielmaier (Vice-allenatore) - Larry Drew (Vice-allenatore) - James Posey (Vice-allenatore) - Phil Handy (Vice-allenatore) - Mike Longabardi (Vice-allenatore dal 27 gennaio 2016) - Vitalij Potapenko (Vice-allenatore sviluppo dei giocatori) - Derek Millender (Preparatore fisico) - Stephen Spiro (Preparatore atletico) Legenda - (C) Capitano - (FA) Free agent - (S) Sospeso - (TW) Contratto Two-way - (GL) Assegnato a squadra G League affiliata - Infortunato Roster • Transazioni · Ultima transazione: 29 giugno 2016 |                        |                      |         |        |              |                                                  |
| Pos. | Num. | Naz.                   | Nome                 | Altezza | Peso   | Data nascita | Provenienza                                      |
| G | 9 | Stati Uniti (bandiera) | Cunningham, Jared    | 193 cm  | 88 kg  | 22-05-1991   | Oregon St. Beavers                               |
| G | 8 | Australia (bandiera)   | Dellavedova, Matthew | 193 cm  | 91 kg  | 08-09-1990   | Saint Mary's                                     |
| C | 9 | Stati Uniti (bandiera) | Frye, Channing       | 211 cm  | 116 kg | 17-05-1983   | Arizona                                          |
| G | 12 | Stati Uniti (bandiera) | Harris, Joe          | 198 cm  | 102 kg | 07-09-1991   | Virginia Cavaliers                               |
| G | 2 | Stati Uniti (bandiera) | Irving, Kyrie        | 188 cm  | 82 kg  | 23-03-1992   | Duke                                             |
| A | 23 | Stati Uniti (bandiera) | James, LeBron        | 203 cm  | 109 kg | 30-12-1984   | St. Vincent St. Mary High School (Ohio)          |
| A | 24 | Stati Uniti (bandiera) | Jefferson, Richard   | 201 cm  | 106 kg | 21-06-1980   | Arizona                                          |
| A | 30 | Stati Uniti (bandiera) | Jones, Dahntay       | 198 cm  | 102 kg | 27-12-1980   | Duke                                             |
| A | 1 | Stati Uniti (bandiera) | Jones, James         | 203 cm  | 102 kg | 04-10-1980   | Miami (FL)                                       |
| C | 14 | Serbia (bandiera)      | Kaun, Saša           | 211 cm  | 118 kg | 08-05-1985   | Kansas                                           |
| A | 0 | Stati Uniti (bandiera) | Love, Kevin          | 208 cm  | 118 kg | 07-09-1988   | UCLA                                             |
| G | 12 | Stati Uniti (bandiera) | McRae, Jordan        | 198 cm  | 84 kg  | 28-03-1991   | Tennessee                                        |
| C | 20 | Serbia (bandiera)      | Mozgov, Timofej      | 216 cm  | 113 kg | 16-07-1986   | Khimki (Russia)                                  |
| G | 4 | Stati Uniti (bandiera) | Shumpert, Iman       | 196 cm  | 96 kg  | 26-06-1990   | Georgia Tech                                     |
| G | 5 | Stati Uniti (bandiera) | Smith, J.R.          | 198 cm  | 100 kg | 09-09-1985   | Saint Benedict's Preparatory School (New Jersey) |
| A | 13 | Canada (bandiera)      | Thompson, Tristan    | 203 cm  | 102 kg | 13-03-1991   | Texas                                            |
| C | 18 | Brasile (bandiera)     | Varejão, Anderson    | 208 cm  | 126 kg | 28-09-1982   | Barca (Spain)                                    |
| G | 52 | Stati Uniti (bandiera) | Williams, Mo         | 185 cm  | 90 kg  | 19-12-1982   | Alabama                                          |

#### Risultati
| Arbitri: | Ken Mauer Ed Malloy Marc Davis |

| |            | |
| S. Livingston 20                                                                                             | Punti      | K. Irving 26                                                                                                  |
| D. Green 7                                                                                                   | Assist     | L. James 9 |
| D. Green 11                                                                                                  | Rimbalzi   | K. Love 13 |
| Barnes, Bogut, Curry, Green, Thompson (Barbosa, Clark, Ezeli, Iguodala, Livingston, Rush, Speights, Varejão) | Formazioni | Irving, James, Love, Smith, Thompson (Dellavedova, Frye, Jefferson, Jones, Jones, Mozgov, Shumpert, Williams) |

| Arbitri: | Scott Foster Tony Brothers James Capers |

| |            | |
| D. Green 28                                                                                         | Punti      | L. James 19                                                                                                   |
| D. Green, S. Livingston, K. Thompson 5                                                              | Assist     | L. James 9 |
| S. Curry 9                                                                                          | Rimbalzi   | L. James 8 |
| Barnes, Bogut, Curry, Green, Thompson (Barbosa, Clark, Ezeli, Iguodala, Livingston, Rush, Speights) | Formazioni | Irving, James, Love, Smith, Thompson (Dellavedova, Frye, Jefferson, Jones, Jones, Mozgov, Shumpert, Williams) |

| Arbitri: | Monty McCutchen Derrick Stafford Zach Zarba |

| |            | |
| L. James 32 | Punti      | S. Curry 19                                                                                                  |
| K. Irving 8 | Assist     | D. Green 7                                                                                                   |
| T. Thompson 13                                                                                                 | Rimbalzi   | H. Barnes 8                                                                                                  |
| Irving, James, Jefferson, Smith, Thompson (Dellavedova, Frye, Jones, Jones, McRae, Mozgov, Shumpert, Williams) | Formazioni | Barnes, Bogut, Curry, Green, Thompson (Barbosa, Clark, Ezeli, Iguodala, Livingston, Rush, Speights, Varejão) |

| Arbitri: | Danny Crawford Mike Callahan Jason Phillips |

|                                                                                      |            | |
| K. Irving 34                                                                         | Punti      | S. Curry 38                                                                                                  |
| L. James 9                                                                           | Assist     | A. Iguodala 7                                                                                                |
| L. James 13                                                                          | Rimbalzi   | D. Green 12                                                                                                  |
| Irving, James, Jefferson, Smith, Thompson (Dellavedova, Frye, Jones, Love, Shumpert) | Formazioni | Barnes, Bogut, Curry, Green, Thompson (Barbosa, Clark, Ezeli, Iguodala, Livingston, Rush, Speights, Varejão) |

| Arbitri: | Monty McCutchen Marc Davis Derrick Stafford |

| |            | |
| K. Thompson 37                                                                                         | Punti      | L. James, K. Irving 41                                                                                        |
| A. Iguodala 6                                                                                          | Assist     | L. James 7 |
| A. Iguodala 11                                                                                         | Rimbalzi   | L. James 16                                                                                                   |
| Barnes, Bogut, Curry, Iguodala, Thompson (Barbosa, Ezeli, Livingston, McAdoo, Rush, Speights, Varejão) | Formazioni | Irving, James, Love, Smith, Thompson (Dellavedova, Frye, Jefferson, Jones, Jones, Mozgov, Shumpert, Williams) |

| Arbitri: | Scott Foster Ken Mauer Jason Phillips |

| |            | |
| L. James 41                                                                                                   | Punti      | S. Curry 30                                                                                                   |
| L. James 11                                                                                                   | Assist     | D. Green 6 |
| T. Thompson 16                                                                                                | Rimbalzi   | D. Green 10                                                                                                   |
| Irving, James, Love, Smith, Thompson (Dellavedova, Frye, Jefferson, Jones, Jones, Mozgov, Shumpert, Williams) | Formazioni | Barnes, Curry, Green, Iguodala, Thompson (Barbosa, Clark, Ezeli, Livingston, McAdoo, Rush, Speights, Varejão) |

| Arbitri: | Danny Crawford Mike Callahan Monty McCutchen |

|                                                                                          |            |                                                                      |
| D. Green 32                                                                              | Punti      | L. James 27                                                          |
| D. Green 9                                                                               | Assist     | L. James 11                                                          |
| D. Green 15                                                                              | Rimbalzi   | K. Love 14                                                           |
| Barnes, Curry, Green, Ezeli, Thompson (Barbosa, Iguodala, Livingston, Speights, Varejão) | Formazioni | Irving, James, Love, Smith, Thompson (Jefferson, Shumpert, Williams) |

| Campione NBA 2016             |
| ----------------------------- |
| Cleveland Cavaliers 1º titolo |

#### MVP delle Finali
- #23 LeBron James, Cleveland Cavaliers.

## Squadra vincitrice

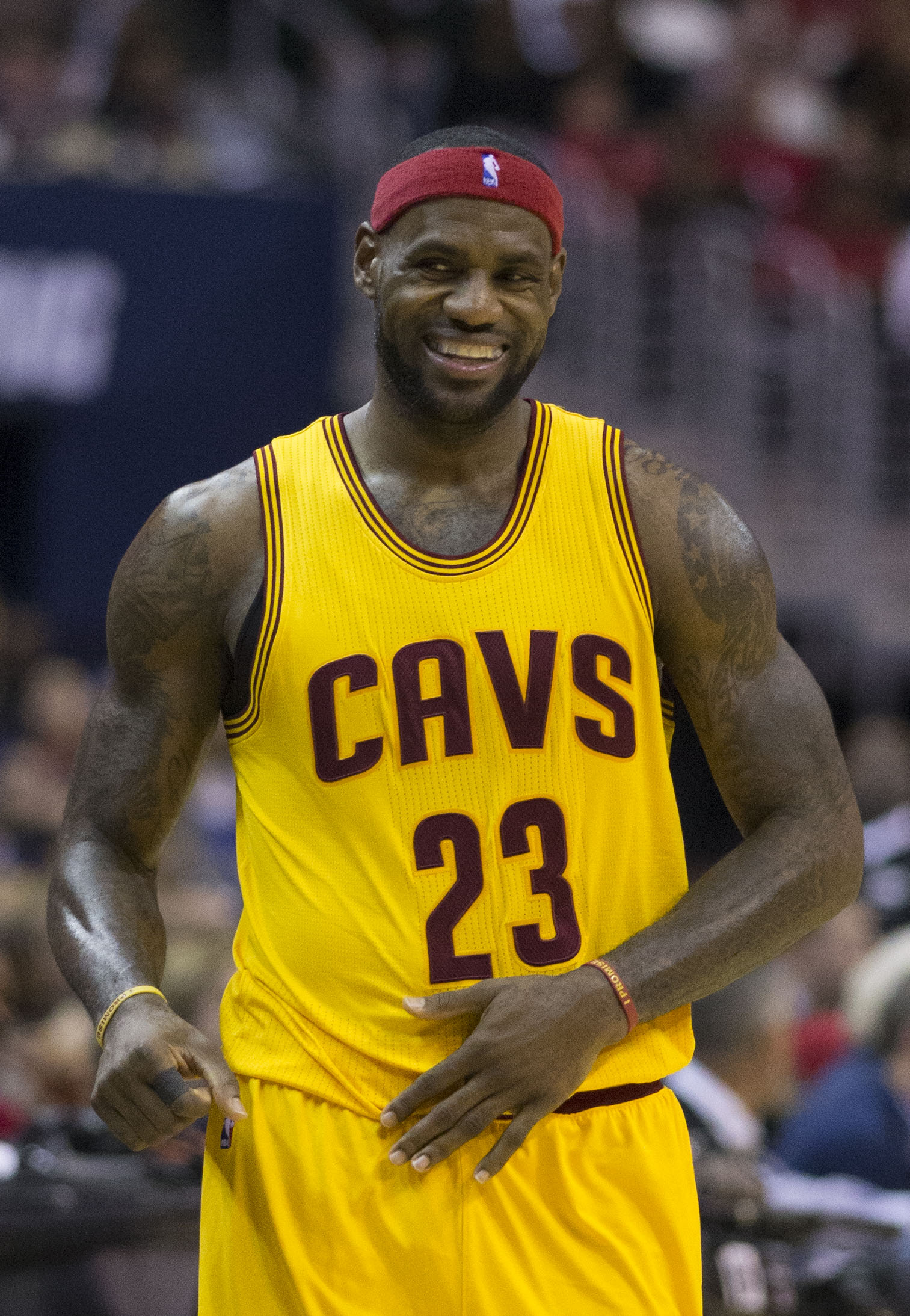
1. 23 LeBron James, Cleveland Cavaliers.

| N° | Naz.                   | Ruolo | Sportivo            | Anno | Alt. | Peso |
| -- | ---------------------- | ----- | ------------------- | ---- | ---- | ---- |
| 0  | Stati Uniti (bandiera) | A     | Kevin Love          | 1988 | 208  | 118  |
| 1  | Stati Uniti (bandiera) | A     | James Jones         | 1980 | 203  | 102  |
| 2  | Stati Uniti (bandiera) | G     | Kyrie Irving        | 1992 | 188  | 82   |
| 4  | Stati Uniti (bandiera) | G     | Iman Shumpert       | 1990 | 196  | 96   |
| 5  | Stati Uniti (bandiera) | G     | J.R. Smith          | 1985 | 198  | 100  |
| 8  | Australia (bandiera)   | G     | Matthew Dellavedova | 1990 | 193  | 91   |
| 9  | Stati Uniti (bandiera) | G     | Jared Cunningham    | 1991 | 193  | 88   |
| 9  | Stati Uniti (bandiera) | C     | Channing Frye       | 1983 | 211  | 116  |
| 12 | Stati Uniti (bandiera) | G     | Joe Harris          | 1991 | 198  | 102  |
| 12 | Stati Uniti (bandiera) | G     | Jordan McRae        | 1991 | 198  | 84   |
| 13 | Canada (bandiera)      | A     | Tristan Thompson    | 1991 | 203  | 102  |
| 14 | Russia (bandiera)      | C     | Saša Kaun           | 1985 | 211  | 118  |
| 17 | Brasile (bandiera)     | A     | Anderson Varejão    | 1982 | 211  | 118  |
| 20 | Russia (bandiera)      | C     | Timofej Mozgov      | 1986 | 216  | 113  |
| 23 | Stati Uniti (bandiera) | A     | LeBron James        | 1984 | 203  | 109  |
| 24 | Stati Uniti (bandiera) | A     | Richard Jefferson   | 1980 | 201  | 106  |
| 30 | Stati Uniti (bandiera) | A     | Dahntay Jones       | 1980 | 198  | 102  |
| 52 | Stati Uniti (bandiera) | G     | Mo Williams         | 1982 | 185  | 90   |

## Statistiche
Aggiornate al 2 giugno 2021.
| Categoria | Singola prestazione            | Singola prestazione              | Singola prestazione | Media                      | Media                             | Media | Media |
| Categoria | Giocatore                      | Squadra                          | Max                 | Giocatore                  | Squadra                           | Media | PG    |
| --------- | ------------------------------ | -------------------------------- | ------------------- | -------------------------- | --------------------------------- | ----- | ----- |
| Punti     | Paul Millsap                   | Atlanta Hawks                    | 45                  | Kevin Durant               | Oklahoma Thunder                  | 28,4  | 18    |
| Rimbalzi  | Bismack Biyombo                | Toronto Raptors                  | 26                  | DeAndre Jordan             | L.A. Clippers                     | 16,3  | 6     |
| Assist    | Russell Westbrook              | Oklahoma Thunder                 | 15                  | Russell Westbrook          | Oklahoma Thunder                  | 11    | 18    |
| Recuperi  | Russell Westbrook James Harden | Oklahoma Thunder Houston Rockets | 7                   | Kawhi Leonard Trevor Ariza | San Antonio Spurs Houston Rockets | 2.60  | 9 5   |
| Stoppate  | Draymond Green                 | G.S. Warriors                    | 5                   | Myles Turner               | Indiana Pacers                    | 3,29  | 7     |